# Остромиці
Остромиці (пол. Ostromice, нім. Wusterwitz) — село в Польщі, у гміні Волін Каменського повіту Західнопоморського воєводства.
Населення — 444 особи (2011).
У 1975-1998 роках село належало до Щецинського воєводства.

## Демографія
Демографічна структура станом на 31 березня 2011 року:
|          | Загалом | Допрацездатний вік | Працездатний вік | Постпрацездатний вік |
| -------- | ------- | ------------------ | ---------------- | -------------------- |
| Чоловіки | 230     | 44                 | 165              | 21                   |
| Жінки    | 214     | 39                 | 135              | 40                   |
| Разом    | 444     | 83                 | 300              | 61                   |